# Drosophila lividinervis
Drosophila lividinervis är en tvåvingeart som beskrevs av Oswald Duda 1923. Drosophila lividinervis ingår i släktet Drosophila och familjen daggflugor.
Artens utbredningsområde är Taiwan.